# Osp
Osp (italijansko Ospo) je vaško naselje  z okoli 200 prebivalci, v Bregu, ob vznožju kraškega roba, nedaleč od Črnega Kala in meje z Italijo, ki upravno spada pod Mestno občino Koper.
Osp je ena najstarejših slovenskih vasi, v pisnih virih se omenja že koncem 11. stoletja. Ponaša se s strnjenim vaškim jedrom, prepredenim z ozkimi ulicami. V vasi stoji podružnična cerkev svetega Tomaža. 

## Zgodovina
V steni nad vasjo je manjša jama Babna buža, desno pa velika jama Grad (Osapska jama), v kateri izvira Osapska reka. Pred jamo je ohranjen del obrambnega zidu (Grada), za katerim so ljudje iskali zatočišče v času turških vpadov, pohodov francoske vojske ter med zavezniškim bombardiranjem Trsta in okolice v času druge svetovne vojne. Na severovzhodni strani vasi je skalnati udor imenovan Mišja peč z Mišjo bužo. Na severozahodnem obrobju vasi so sledi dveh starih naselij in tudi kulturni ostanki starodavnega mesta Pucinum iz rimske dobe.
V Ospu je bila že leta 1818 ali pa še prej ustanovljena prva redna slovenska osnovna šola v Istri, leta 1879 pa Bralno in pevsko društvo Domovina Osp. Ob volitvah 15. maja leta 1921 so domačini postavili več barikad, s katerimi naj bi preprečili volitve in prihod fašističnih agitatorjev, na njih so vzdržali dva dni. Med tem je bil med obstreljevanjem smrtno zadet Andrej Žerjul, nato pa je, zaradi posledic mučenja, v tržaški bolnišnici umrl še Andrej Vodopivec. Ko so naslednji dan v Osp s pomočjo redne italijanske vojske prispeli fašisti, so zažgali glasovnice in ustrelili v nogo vaškega župnika Franca Malalana, ki je skupaj z učiteljem Alojzijem Pucljem in mladimi vaščani organiziral in vodil odpor, ter požgali nekaj hiš v sosednjih Mačkoljah. V vasi so se občasno skrivali razni protifašistični aktivisti iz Trsta, med njimi tudi sekretar tržaške celice Komunistične partije Italije Riko Malalan ter znani narodni buditelj in duhovnik Virgil Šček. Med NOB so v vasi delovali odbor OF, odbor AFŽ, nekaj časa tudi kuhinja za Komando mesta Koper, tehniki (tiskarna|tiskarn) Naš dom in Snežnik ter šivalnica in delavnica za partizanske enote. 
V vas so italijanske oblasti priselile svojega fašističnega funkcionarja, po kapitulaciji Italije pa se je v Ospu naselila nemška vojaška enota, ki je nekaj časa štela več kot 300 vojakov. V obdobju fašistične diktature in druge svetovne vojne je imela vas 23 žrtev.

## Kultura
Vas je štela nekoč več kot 800 prebivalcev, v njej so delovali trije pevski zbori (mešani, moški in cerkveni) ter pihalna godba z godbeniško šolo. Danes uspešno deluje le še gledališka skupina.

## Favna in flora
Na pobočju stene raste pravi gozd navadnega lovorja, tu raste tudi zaščitena Tommasinijeva popkoresa. Nekoč je tu gnezdilo ogromno netopirjev in kavk, v Mišji peči pa tudi divji golobi in sove velike uharice (Bubo bubo ali po domače "gugo").

## Osapska stena
Nad vasjo se dviga kompaktna stena podkvaste oblike, široka 500 m ter visoka preko 200 m. Skupaj z bližnjo Mišjo pečjo predstavlja enega najpomembnejših plezalnih območij v Evropi.  

### Plezališče
Koncem sedemdesetih let dvajsetega stoletja so se v Veliki steni pojavili prvi plezalci, ki so svoje športne aktivnosti kmalu razširili tudi na manjše stene nad vasjo.

### Karakteristične smeri
V steni za vasjo - sektor Banje prevladujejo previsne smeri in skoraj za vse je značilno vzdržljivostno plezanje. Stena nad Babno nudi povsem drugačen način plezanja: navpične do rahlo previsne plošče z dobrimi, ponekod ostrimi oprijemi, z izjemo levega dela stene, kjer sta v previsih prav tako potrebna moč in vzdržljivost. Smeri v Veliki steni poleg natančne plezalne tehnike večinoma zahtevajo tudi moč in vzdržljivost, saj so nekatere med njimi dokaj previsne. Vse smeri so odlično označene in primerno opremljene. V njih se lahko pleza skoraj vse leto, le sredi poletja je zaradi prisojne lege večinoma prevroče.

## Galerija
- Osp, v ozadju plezališče
- Osp
- Osp
- Osp
- Osp, pogled s stene